# Tadeusz Diatłowicki

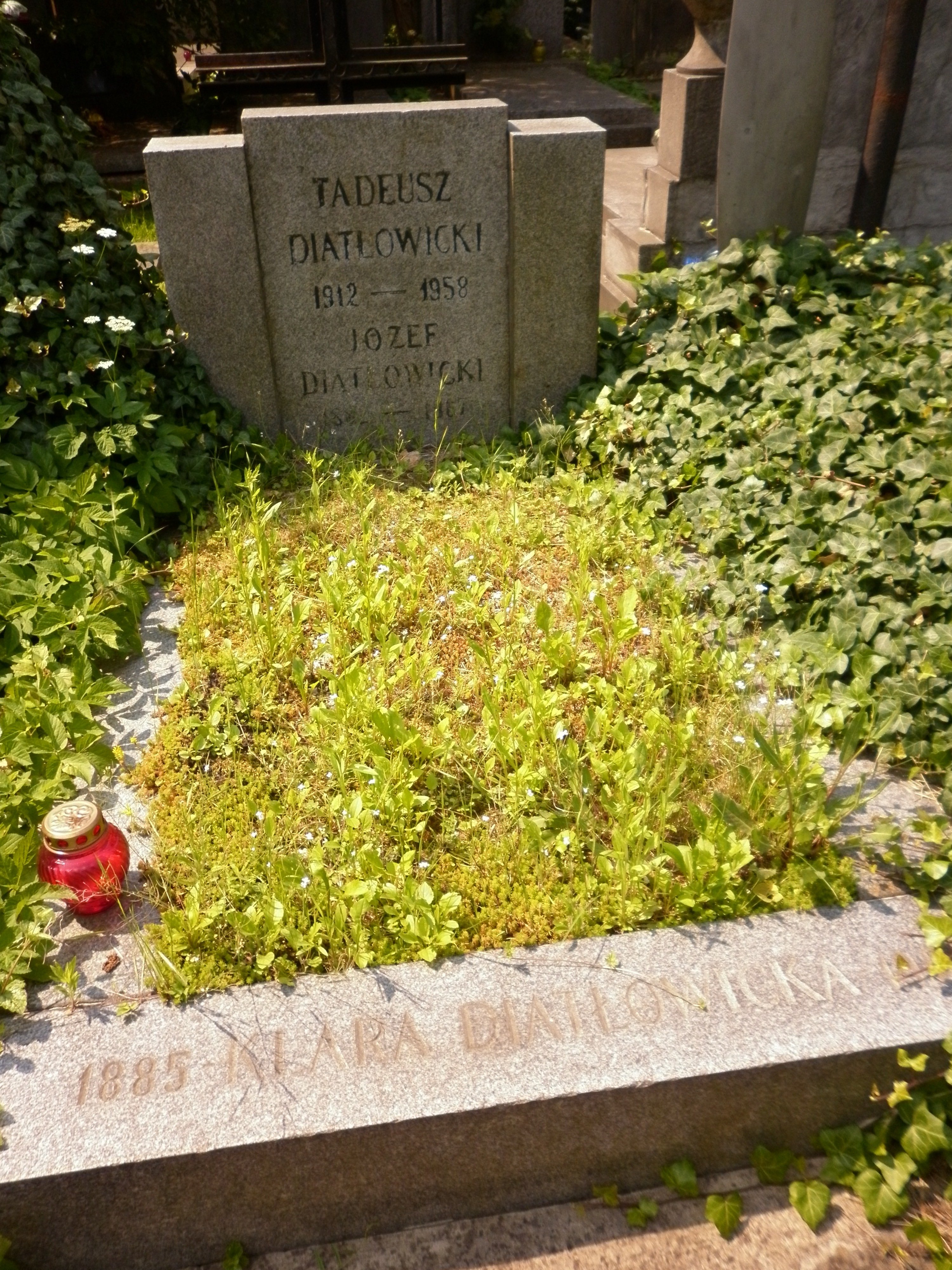
Grób Tadeusza Diatłowickiego na Cmentarzu Wojskowym na Powązkach

Tadeusz Diatłowicki (ur. 15 lutego 1912 w Łucku, zm. 1958), znany też jako Dawid Diatłowicki  – podpułkownik, oficer polskiego kontrwywiadu w Ministerstwie Bezpieczeństwa Publicznego, Komitecie ds Bezpieczeństwa Publicznego oraz Ministerstwie Spraw Wewnętrznych.
Od 11 września 1946 starszy referent Wydziału II Departamentu I MBP, następnie od 1 stycznia 1949 kierownik Sekcji 2 Wydziału II Departamentu I MBP. Od 1 lipca 1951 naczelnik Wydziału VII Departamentu I MBP. W tym czasie był łącznikiem z ramienia kontrwywiadu MBP, a następnie oficerem prowadzącym Harry’ego Houghtona ps. Miron, którego przejął I Zarząd Główny Ministerstwa Bezpieczeństwa Państwowego ZSRR i nadał mu ps. Szach. Od 1 czerwca 1953 naczelnik Wydziału VIII Departamentu I MBP. Rok po likwidacji Ministerstwa Bezpieczeństwa (1954) i zastąpieniu go Komitetem ds. Bezpieczeństwa Publicznego, Diatłowicki został naczelnikiem Wydziału IX Departamentu II Komitetu ds. Bezpieczeństwa Publicznego.
Po likwidacji KdsBP w 1956 roku, został przeniesiony do utworzonego dwa lata wcześniej Ministerstwa Spraw Wewnętrznych, gdzie 28 listopada 1956 roku objął stanowisko starszego referenta Wydziału X Departamentu II Ministerstwa Spraw Wewnętrznych.
W 1957 roku oddelegowany do Międzynarodowej Komisji Nadzoru i Kontroli w Wietnamie. 28 lutego 1958 roku został zwolniony z MSW.
Pochowany na Cmentarzu Wojskowym na Powązkach (kwatera 28BII-1-13).